# Campionato europeo di football americano Under-19 2013
Il campionato europeo di football americano Under-19 2013 è stato l'undicesima edizione del campionato europeo di football americano per squadre nazionali maschili Under-19.
È stato organizzato dalla EFAF.
È stato vinto dall'Austria nella finale giocata contro la Francia.
Quest'edizione avrebbe dovuto disputarsi a Čeljabinsk, in Russia, con 6 squadre partecipanti, ma il 18 aprile 2013, in seguito alla rinuncia all'organizzazione del torneo da parte della federazione russa, è stata riassegnata alla Germania con un numero di squadre ridotto a 4.

## Stadi
Distribuzione degli stadi del campionato europeo di football americano Under-19 2013
| Düsseldorf           | Stadion Benrath (Düsseldorf) Sportpark Höhenberg (Colonia) | Colonia                    |
| Stadion Benrath      | Stadion Benrath (Düsseldorf) Sportpark Höhenberg (Colonia) | Sportpark Höhenberg        |
| 51°09′41″N 6°52′26″E | Stadion Benrath (Düsseldorf) Sportpark Höhenberg (Colonia) | 50°56′42.55″N 7°01′49.41″E |
| Capacità: 15 000     | Stadion Benrath (Düsseldorf) Sportpark Höhenberg (Colonia) | Capacità: 6 214            |
| Altitudine:          | Stadion Benrath (Düsseldorf) Sportpark Höhenberg (Colonia) | Altitudine:                |
|                      | Stadion Benrath (Düsseldorf) Sportpark Höhenberg (Colonia) |                            |

## Squadre partecipanti
| Pr. | Squadra   | Data di qualificazione | Qualificata in quanto                    | Ultima partecipazione |
| --- | --------- | ---------------------- | ---------------------------------------- | --------------------- |
| 1   | Francia   |                        | Seconda classificata all'Europeo 2011    | Spagna 2011           |
| 2   | Austria   |                        | Prima classificata all'Europeo 2011      | Spagna 2011           |
| 3   | Danimarca | 20 agosto 2013         | Vincitrice dei playoff di qualificazione | Spagna 2008           |
| 4   | Germania  | 6 novembre 2012        | Paese organizzatore                      | Spagna 2011           |

## Tabellone
|  | Semifinali | Semifinali | Semifinali |         |         | Finale               | Finale               | Finale               |  |
|  |            |            |            |         |         |                      |                      |                      |  |
|  | Francia    | Francia    | 33         |         |         |                      |                      |                      |  |
|  | Francia    | Francia    | 33         |         |         |                      |                      |                      |  |
|  | Danimarca  | Danimarca  | 27         |         |         |                      |                      |                      |  |
|  | Danimarca  | Danimarca  | 27         |         | Francia | Francia              | 12                   |                      |  |
|  |            |            |            |         | Francia | Francia              | 12                   |                      |  |
|  |            |            | Austria    | Austria | 21      |                      |                      |                      |  |
|  | Germania   | Germania   | Austria    | Austria | 21      | 6                    |                      |                      |  |
|  | Germania   | Germania   |            |         |         | 6                    |                      |                      |  |
|  | Austria    | Austria    | 28         |         |         | Finale 3º - 4º posto | Finale 3º - 4º posto | Finale 3º - 4º posto |  |
|  | Austria    | Austria    | 28         |         |         |                      |                      |                      |  |
|  |            |            |            |         |         |                      |                      |                      |  |
|  |            |            |            |         |         | Danimarca            | Danimarca            | 18                   |  |
|  |            |            |            |         |         | Danimarca            | Danimarca            | 18                   |  |
|  |            |            |            |         |         | Germania             | Germania             | 48                   |  |

## Risultati

### Semifinali
| Düsseldorf 23 agosto 2013, ore 13:57 | Francia | 33 – 27 (7-0 12-14 7-7 7-6) referto | Danimarca | Stadion Benrath (253 spett.) |

| Düsseldorf 23 agosto 2013, ore 17:52 | Germania | 6 – 28 (0-7 0-7 0-14 6-0) referto | Austria | Stadion Benrath (648 spett.) |

### Finali

#### Finale 3º - 4º posto
| Colonia 25 agosto 2013, ore 13:51 | Germania | 48 – 18 (14-6 12-0 8-0 14-12) referto | Danimarca | Sportpark Höhenberg (612 spett.) |

#### Finale
| Colonia 25 agosto 2013, ore 16:53 | Austria | 21 – 12 (7-6 7-0 0-0 7-6) referto | Francia | Sportpark Höhenberg (485 spett.) |

## Verdetti
| Campione d'Europa Under-19 2013 Austria (2º titolo) |